# Jovan Kostovski
Jovan Kostovski (in macedone Јован Костовски?; Skopje, 19 aprile 1987) è un ex calciatore macedone, di ruolo attaccante.

## Caratteristiche tecniche
Prima punta, può giocare anche come ala destra.

## Carriera

### Club
Cresciuto nel Vardar, nel 2008 l'OFI Creta paga 100000 € per il suo cartellino. Nel 2013 ottiene il titolo di capocannoniere del campionato macedone realizzando 24 reti.

### Nazionale
Esordisce il 14 dicembre 2012 contro la Polonia (1-4).

## Palmarès

### Club
- Coppa di Macedonia: 1

Vardar: 2006-2007
- Campionato macedone: 2

Vardar: 2011-2012, 2012-2013

### Individuale
- Capocannoniere della Prva Liga: 1

2012-2013 (24 gol)